# Estación de Glencoe (Ontario)
Glencoe es una estación de ferrocarril ubicada en Glencoe, Ontario, Canadá, cuenta con trenes Via Rail que operan entre Toronto y Windsor. La estación es accesible para sillas de ruedas.

## Historia
La estación original fue construida en 1854 como parada del Great Western Railway. Dos años más tarde, la estructura de troncos fue reemplazada (1856) y luego nuevamente en 1900 por el Wabash-Grand Trunk Railway, esto debido a las demandas de la concurrida estación.

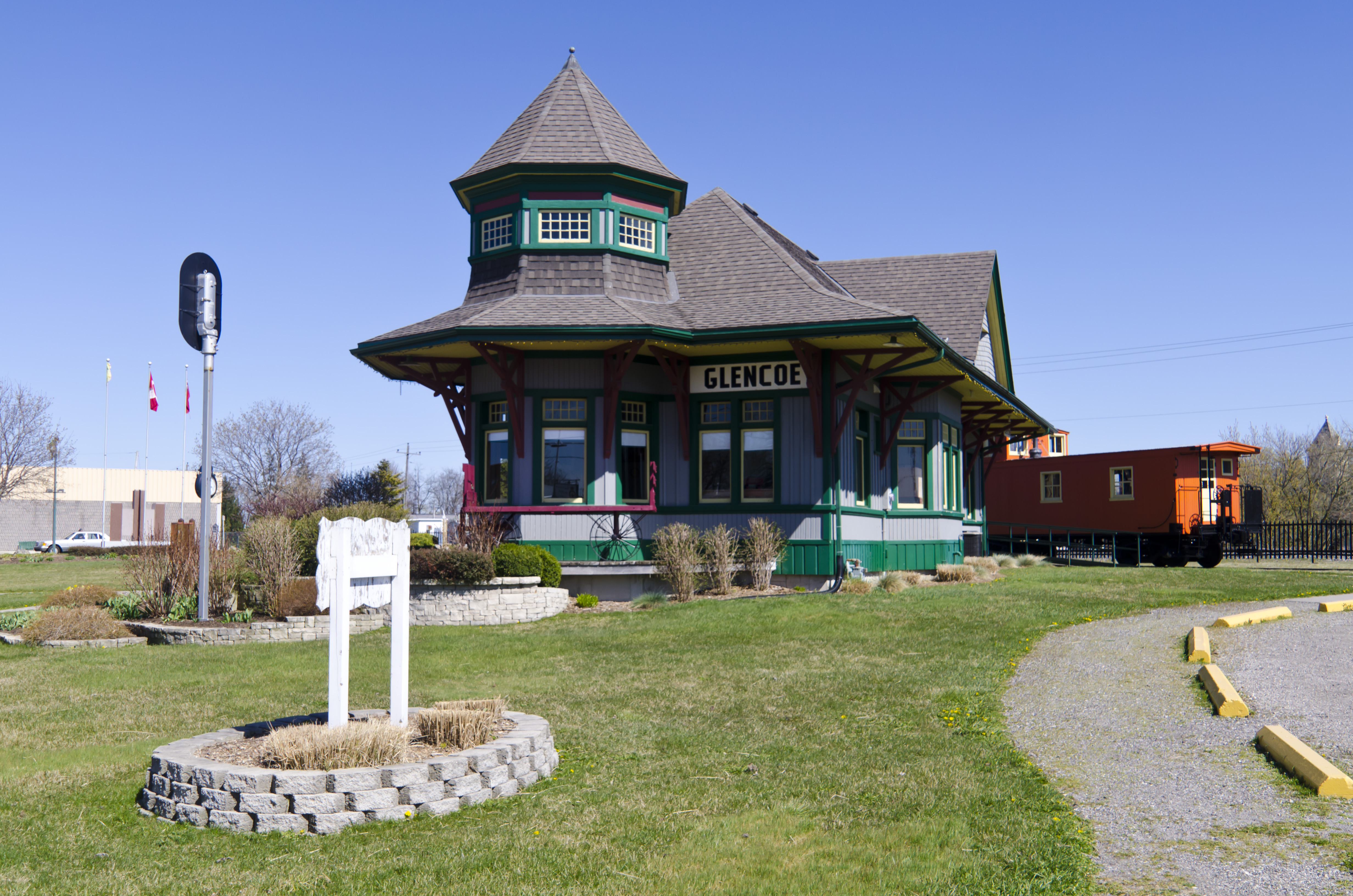
La estación de 1904 al este de la plataforma activa.

La sexta y actual estación de 1904 se construyó utilizando la arquitectura de la Reina Ana del Nuevo Mundo.
La estación Glencoe ha sido restaurada y queda en perfectas condiciones. En el interior del edificio hay un techo metálico con molduras de pino. La sala de espera de damas está en el extremo este y la sala de espera de hombres en el extremo oeste. En el momento en que se construyó la estación, era apropiado que los hombres solteros debían esperar en una habitación separada de las mujeres y las familias. También en el extremo oeste estaban las instalaciones de equipaje con la oficina del jefe de estación ubicada en el centro.
En 2010, la estación de tren de Glencoe fue incluida en el Salón de la fama del ferrocarril de América del Norte en la categoría de "Instalaciones y Estructuras: Nacional" por haber realizado importantes contribuciones o logros relacionados con la industria ferroviaria.